# Final Fantasy Crystal Chronicles
Final Fantasy Crystal Chronicles ist eine Ableger-Serie von Final Fantasy und bildet mittlerweile ein eigenes Franchise mit mehreren veröffentlichten Videospielen, mehreren veröffentlichten Musik-CDs und einer Manga-Serie. Das erste Spiel der Reihe erschien 2003 in Japan mit Final Fantasy Crystal Chronicles für Nintendos GameCube, der aktuellste Eintrag ist eine Neuauflage des Originals für verschiedene Plattformen aus dem Jahr 2020.

## Final Fantasy Crystal Chronicles
Final Fantasy Crystal Chronicles ist ein Videospiel für den Nintendo GameCube. Es erschien im Jahr 2003 in Japan und war das erste Final-Fantasy-Spiel für eine Nintendo-Konsole seit Final Fantasy VI aus dem Jahr 1994.
Final Fantasy Crystal Chronicles ist hauptsächlich auf den Mehrspieler-Modus ausgelegt und verlangt, dass zum Steuern der Figuren in diesem Modus je ein Game Boy Advance angeschlossen wird. Für den Einzelspieler-Modus lässt sich auch ein normales GameCube-Pad nutzen. Der Spielablauf ist nicht wie bei den meisten anderen Final-Fantasy-Spielen rundenbasiert, sondern weist in dem Bereich mehr Parallelen zu anderen Serien wie Seiken Densetsu auf. Für das Charakterdesign zeichnete Toshiyuki Itahana verantwortlich, der zuvor bereits u. a. an Final Fantasy IX mitgewirkt hat.

### Kritik
Final Fantasy Crystal Chronicles erhielt überwiegend positive Kritiken. Auf GameRankings.com betrug die durchschnittliche Wertung 80 %. Größter negativer Kritikpunkt ist die Voraussetzung, im Mehrspieler-Modus pro Spieler einen Game Boy Advance an den GameCube anschließen zu müssen, da sich gewöhnliche Pads nicht nutzen lassen.

### Manga
In der von Square Enix in Japan herausgegebenen Manga-Zeitschrift Monthly Shōnen Gangan erschien ein Manga mit dem Titel Final Fantasy Crystal Chronicles: Hatenaki Sora no Mukō ni (jap.: ファイナルファンタジー・クリスタルクロニクル～はてなき空の向こうに～; dt.: Final Fantasy Crystal Chronicles: Es endet nicht an der gegenüberliegenden Seite des Himmels).

### Musik-CDs
Zum Spiel gibt es drei Audio-CD-Veröffentlichungen.
- Final Fantasy Crystal Chronicles Original Soundtrack: Eine Doppel-CD mit dem von Kumi Tanioka komponierten Soundtrack des Spieles wurde am 20. August 2003 in Japan veröffentlicht. Insgesamt sind 52 Stücke auf diesem Album.

- Final Fantasy Crystal Chronicles: A Musical Journey: Eine Audio-CD mit sechs Stücken lag einer limitierten Anzahl an Spielen bei.

- Final Fantasy Crystal Chronicles Opening Theme: Kaze no Ne: Am 30. Juli 2003 erschien in Japan eine Maxi-CD zur (japanischen) Titelmelodie, Kaze no Ne (カゼノネ), des Spiels.

### Remastered Edition
Am 27. August 2020 wurde Final Fantasy Crystal Chronicles Remastered Edition für iOS, Android, PS4 und Nintendo Switch veröffentlicht. Die Remastered Edition weist eine verbesserte Grafik, einen überarbeiteten Soundtrack und Voice Acting sowie 13 neue Dungeons auf. Es beinhaltet sowohl einen Einzelspielermodus, als auch Online-Crossplay.

#### Rezeption
Die Switch-Version erreichte auf Metacritic einen Metascore von 60 aus 100 Punkten, basierend auf 22 Bewertungen, während die PS4-Umsetzung nach 40 Bewertungen 59 Punkte erreichte. Damit schnitt die Remastered Version in den Kritiken wesentlich schlechter ab, als das Original von 2004.

## Final Fantasy Crystal Chronicles: Ring of Fates
Am 23. August 2007 erschien Final Fantasy Crystal Chronicles: Ring of Fates für Nintendo DS in Japan und im Jahr darauf auch in Nordamerika, Europa und Australien.
Ring of Fates unterstützt neben dem Einzelspieler-Modus auch Mehrspieler-Partien über WLAN und die Nintendo Wi-Fi Connection.

### Kritik
- Die japanische Videospiele-Zeitschrift Famitsu bewertete das Spiel mit 35 von 40 Punkten.[7]
- Bei Gamerankings.com erzielte der Titel eine Durchschnittswertung von 77 %.[8]

## Final Fantasy Crystal Chronicles: My Life as a King
Final Fantasy Crystal Chronicles: My Life as a King ist im Mai 2008 in Deutschland über die WiiWare-Funktion der Nintendo-Wii-Konsole erschienen. Es gehörte zu den Releasetiteln des neuen Dienstes.
Es handelt sich um eine Aufbau-Simulation, in der man einen kleinen König spielt, der die Stadt, die einst sein Vater geleitet hat, wieder aufbaut.

### Kritik
- Bei Gamerankings.com erzielte der Titel eine Durchschnittswertung von 80 %.[10]

## Final Fantasy Crystal Chronicles: My Life as a Darklord
Final Fantasy Crystal Chronicles: My Life as a Darklord wurde im März 2009 von Square Enix vorgestellt und erschien im Juni 2009 in Japan. My Life as a Darklord ist das offizielle Sequel zum Aufbausimulationsmix My Life as a King und erschien wie dieser Titel für Nintendos WiiWare. Im Spiel schlüpft man in die Rolle von Mira, der Tochter des Darklords. Aufgabe ist es, im eigenen Turm möglichst clevere Fallen zu errichten, um die Helden davon abzuhalten, den Turm zu erklimmen.

## Final Fantasy Crystal Chronicles: Echoes of Time

### Kritik
Famitsu gab der Wii-Version 29 von 40 Punkten und der Nintendo-DS-Version 30 von 40. Die DS-Version verkaufte sich in der ersten Verkaufswoche in Japan 101.718 mal, und die Wii-Version 21.721 mal. In der Folgewoche verkauften sich weiter 33.985 Exemplare der DS-Version.

## Final Fantasy Crystal Chronicles: The Crystal Bearers
Final Fantasy Crystal Chronicles: The Crystal Bearers ist ein weiteres Spiel aus der Crystal-Chronicles-Reihe für Nintendo Wii. Im März 2009 gab Square Enix bekannt, dass The Crystal Bearers auch in Nordamerika und Europa erscheint. Das Spiel ist wesentlich düsterer und erwachsener als die anderen Vertreter dieser Reihe. Außerdem legt das Spiel den Schwerpunkt auf den Einzelspielermodus, wohingegen üblicherweise in der Reihe der Mehrspielerpart deutlich in den Vordergrund gestellt wird.

### Handlung
1000 Jahre sind vergangen, seit die Yukes von der Welt verschwanden. Ihre beliebte Magie verwandelte sich in einen Mythos. In der folgenden Zeit prägte die Technologie der Liltys den Lauf der Geschichte. Eine wichtige Rolle spielt der antike Kristall, welcher einst von ihren Urahnen davor bewahrt wurde, ein Industriewerkzeug zu werden.